# Замки на гербах України

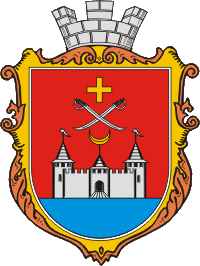
Герб Хотина

Міські герби, що найчастіше використовуються на землях України, за різновидами геральдичних фігур поділяються на кілька груп. До найдавнішої групи відносяться герби із зображенням архітектурних споруд (описана у Вікіпедії також ще одна велика група, яка містить тварини). Це є німецька традиція, яка використовувалась на землях України тривалий час. Зображення фортечної брами з однією, двома і трьома вежами та великою кількістю архітектурних деталей було найпоширенішим символом на гербах, які мали твердиню. Зокрема, фортечну стіну з вежами використовували у своїх гербах Хмільник, Брацлав, Львів, Городок, Рава-Руська, Сокаль, Богородчани, Кути, Гусятин, Кременець, Підгайці, Язлівець, Ізяслав, Нова Ушиця, Чернівці, Хотин, Звенигородка, Корсунь-Шевченківський, Житомир, Рівне.. 
Елементи замкової архітектури на гербах присутні також у гербах двох областей України Тернопільській та Чернівецькій, а також у гербах Бершадського, Любомльського, Хотинського, Переяслав-Хмельницького, Сквирського, Буського районів.

## Існуючі
Приклади гербів замків які нині існують: Хотинська фортеця замок в Хотині, Меджибізький замок, Золочівський замок, Старий замок у Тернополі та інші.

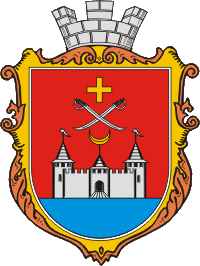
Герб Хотина. Хотинська фортеця
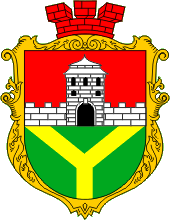
Меджибізький замок
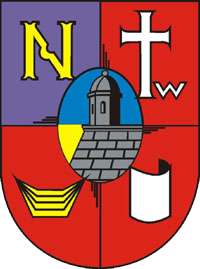
Герб Золочева, Золочівський замок
Герб Тернополя
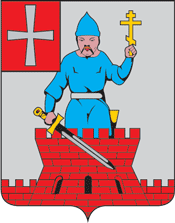
Герб Луцька (1911), Замок Любарта
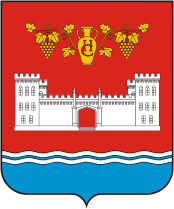
Герб Нового Світу
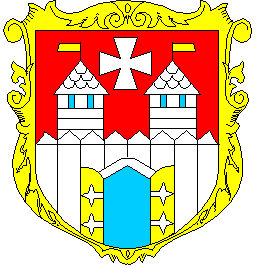
Самчики
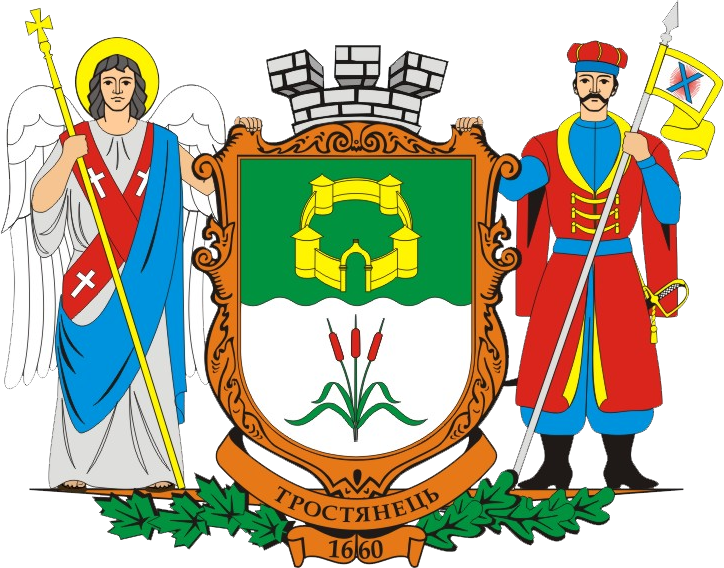
Круглий двір. Герб міста Тростянця

## Руїни
Приклади гербів замків з яких залишились тільки руїни: 
Алустон, Буданівський замок, Бучацький замок, Губківський замок, Кременецький замок, 
Новомалинський замок, Сатанівський замок, Токівський замок, Чортківський замок, Хустський замок, Язлівецький замок та інші.

Герб Кременця. Кременецький замок
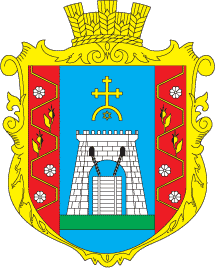
Токівський замок
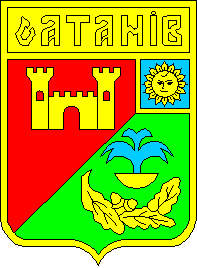
Герб Сатанова. Сатанівський замок
Скала-Подільський замок
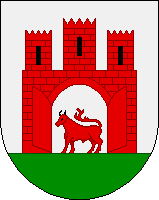
Язлівецький замок
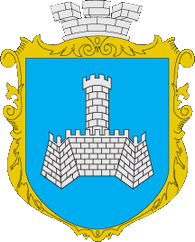
Хмільницький замок
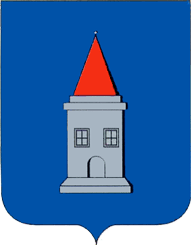
Ягільницький замок, Ягільниця
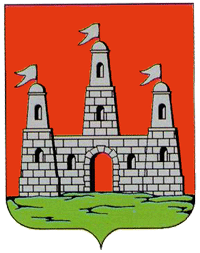
У 1417 р. барон Довгаїв збудовав замок Довге
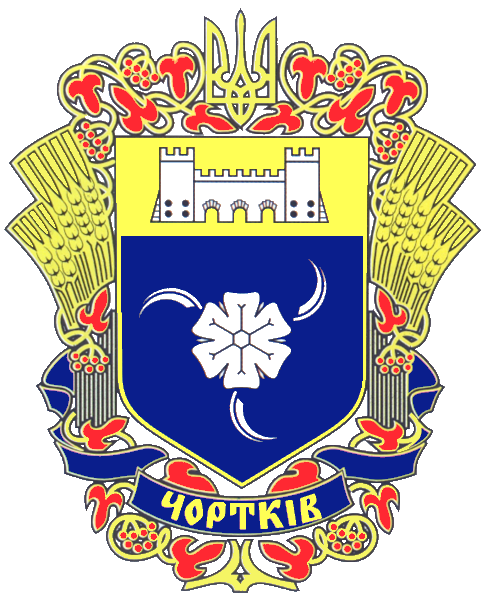
Чортківський замок, Герб Чорткова
Герб Львова
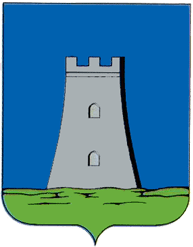
Кривче
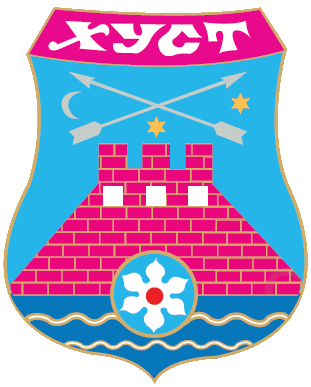
Хустський замок
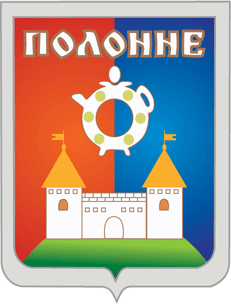
Полонська фортеця
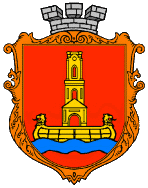
У 1380 побудували укріплений замок Корець.
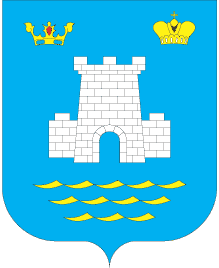
Алустон.
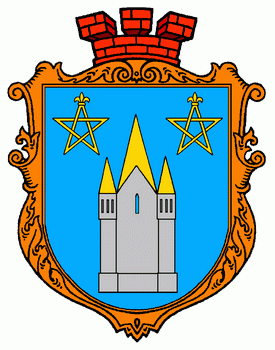
Новомалинський замок
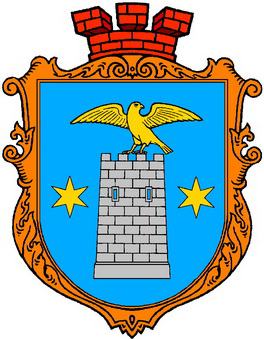
Губківський замок
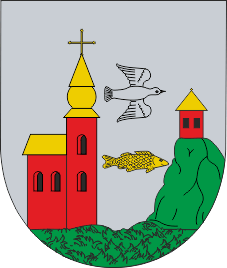
Замок Нялаб (XIV ст.). Королево
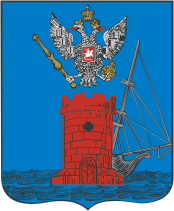
Герб Феодосії (1844). Башта святого Костянтина
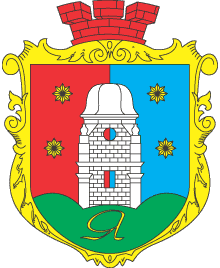
Ямпіль. Вежа - залишки Тихомельської фортеці
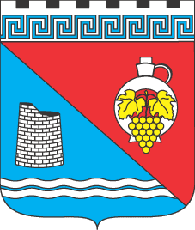
Морське. Замок Чобан-Куле
Монастир бернардинів. Жвирка[4]
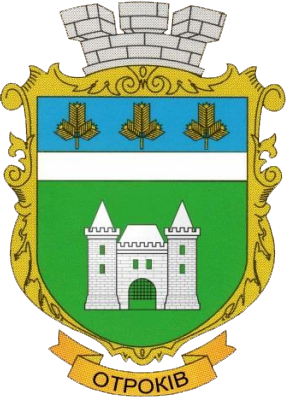
Отроківський замок

## Втрачені
Приклади гербів замків, які є цілком втрачені: Гологірський замок, Городенківський замок та багато інших.

Герб Івано-Франківська (1938). У червоному полі на зеленій горі фортечна стіна з трьома вежами і відкритими ворітьми
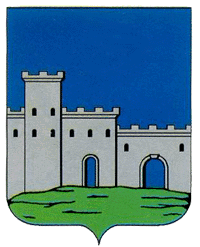
Гологірський замок
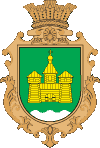
Рожни - згадка про резиденцію князя Юрія Половця-Рожиновського.
У лазуровому полі срібна фортеця з озброєною рукою над нею[6] Чуднів
В лазуровому полі срібна кам'яна міська брама з відчиненими золотими ворітьми, увінчана трьома баштами [7] Герб Житомира
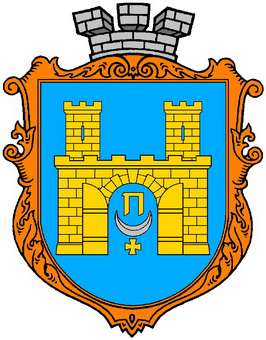
Міська брама символізує фортецю[8]. Підгайці
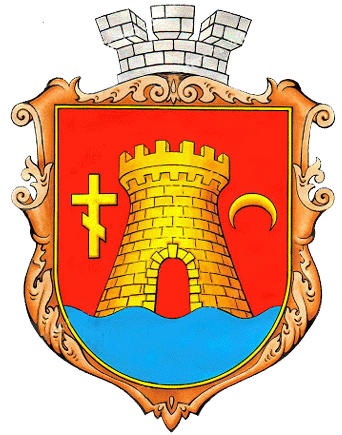
В червоному полі золота башта над лазуровою водою [9]. Очаків
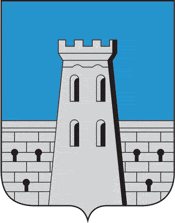
Срібний мур з вежею в лазуровому полі. Герб Угнева (1642)
Першу фортецю в місті збудував Ян Смерч в XV ст. Гусятин
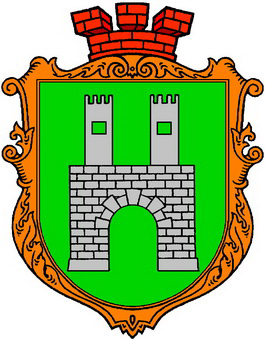
Муроване
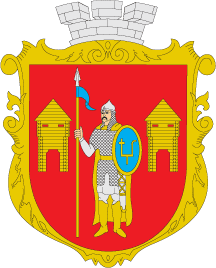
Путивль відігравав велику роль і був однією з фортець, що захищали Русь перед нападами половців; оспіваний у «Слові о полку Ігоревім»
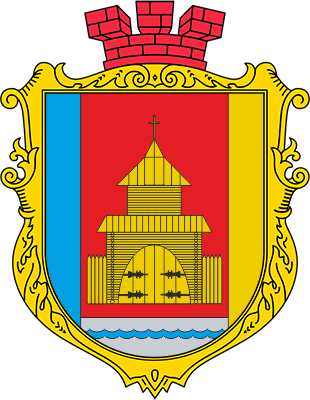
Фрагмент козацької фортеці, яка у XVI ст. стояла на лівому березі річки Гнилій Тікич[10] Ставище
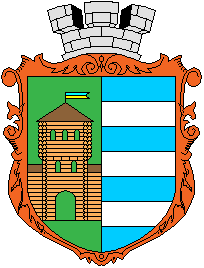
Городенківський замок
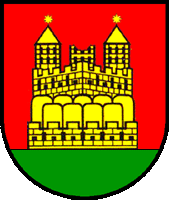
Брацлавська фортеця
Щирець
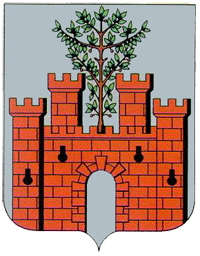
Судова Вишня
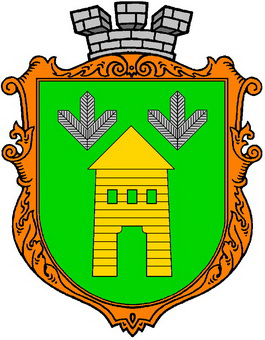
Борецький замок, Великі Бірки
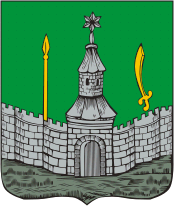
Новгород-Сіверський
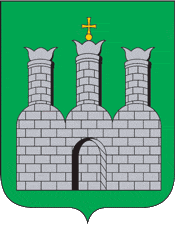
Остер (місто)
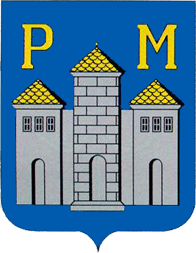
Підгороддя
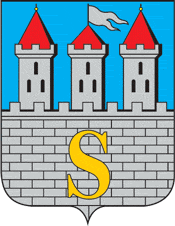
Снятин
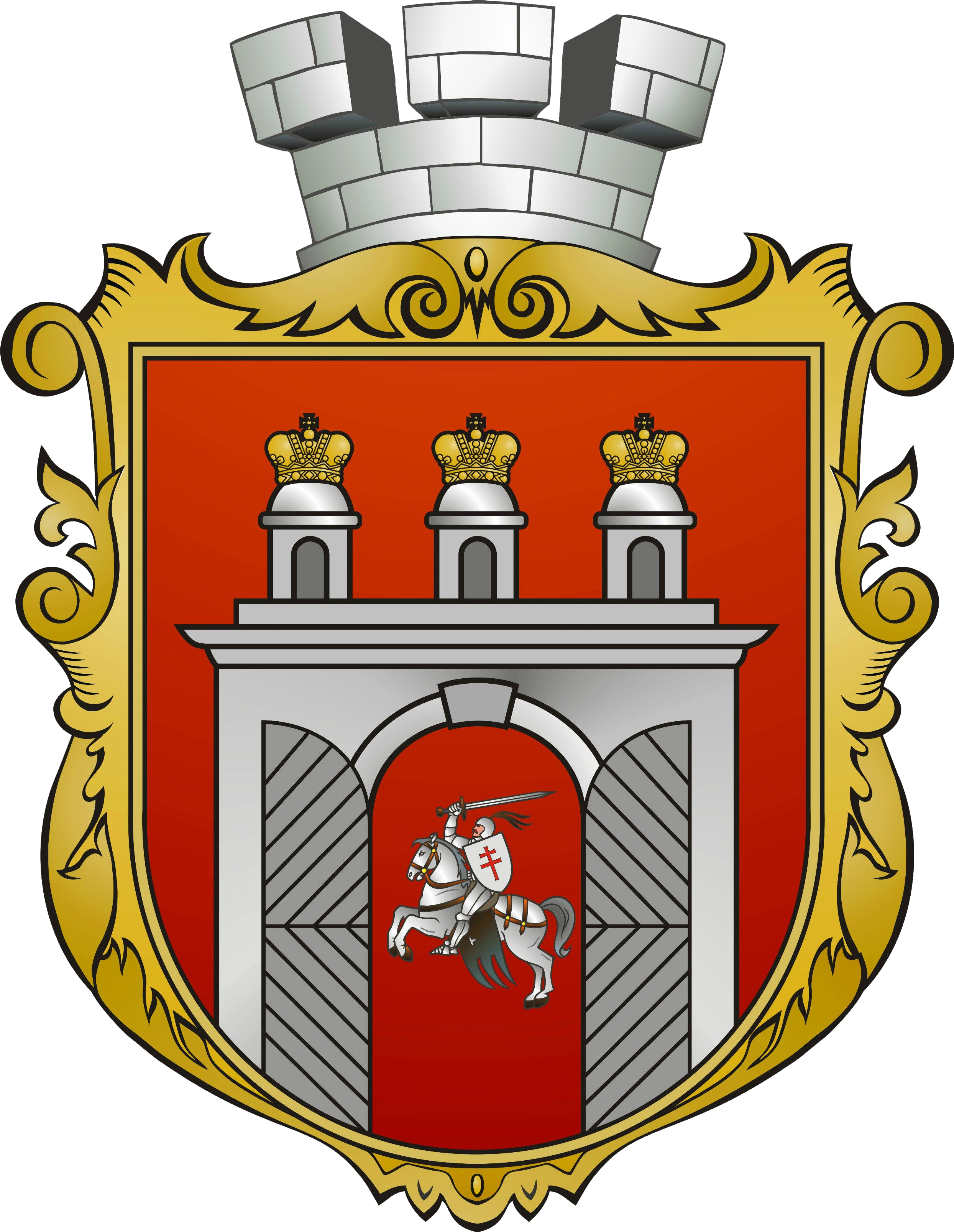
Ізяслав
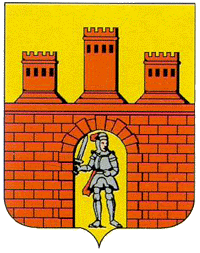
Герб Белза (1772)
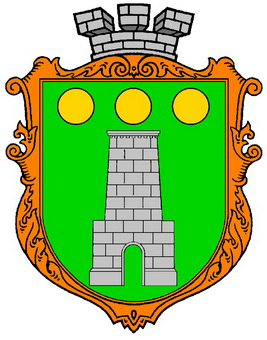
Пустомити
Городок
Рава-Руська
Сокаль
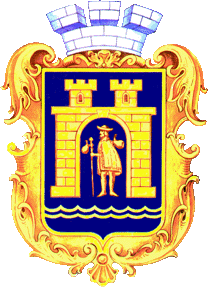
Стрий
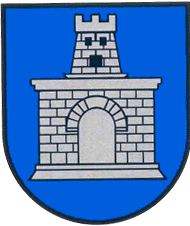
Наварія
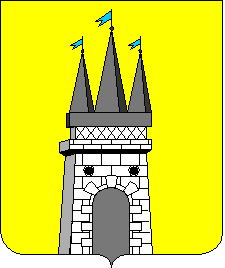
Лохвиця
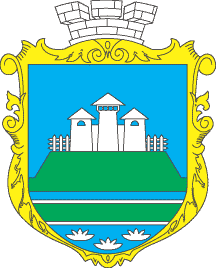
Камінь-Каширський
Біляївка
Герб австрійського періоду зображує в лазуровому полі срібний двобаштовий укріплений замок, одна башта зруйнована [11] Кути
В червоному полі золотий ключ півострова Крим, що означає вхід до нього; в пояс серед зеленого поля - срібний Перекопський замок [12] Перекопська фортеця
В лазуровому полі - башта срібного кольору з входами до неї з трьох сторін, що стоїть на зеленій землі.[13].Рівненський замок. Герб Рівного
У XVI столітті це дерев'яне місто-фортеця Брацлавського воєводства, яке було оточене тридцяти метровим земляним валом. Залишки валу ще й досі збереглися в центрі Ладижина
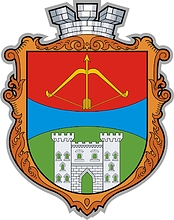
Корсунський замок, Корсунь
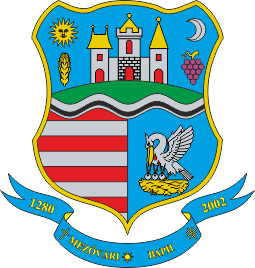
Вари - назва походить від угорського слова "var" - замок, городище. Саме на місці цього поселення до XIII ст. існував Боржавський замок
Герб Болехова(1603)
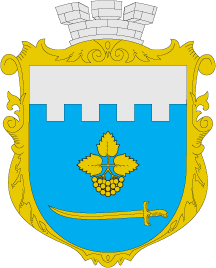
Лисянський замок
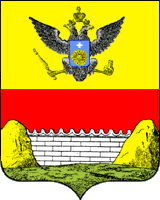
Городок (Хмельницька область)
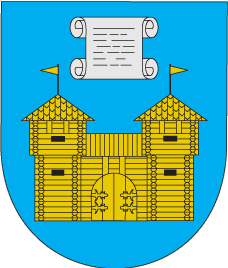
Андріївка (Макарівський район)
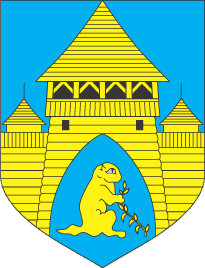
Бібрка
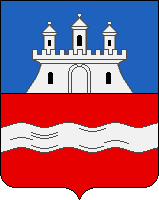
Дзвенигород
Герб Армянська. Фортеця, що перепиняла шлях у Крим, була своєрідним «ключем» від півострова
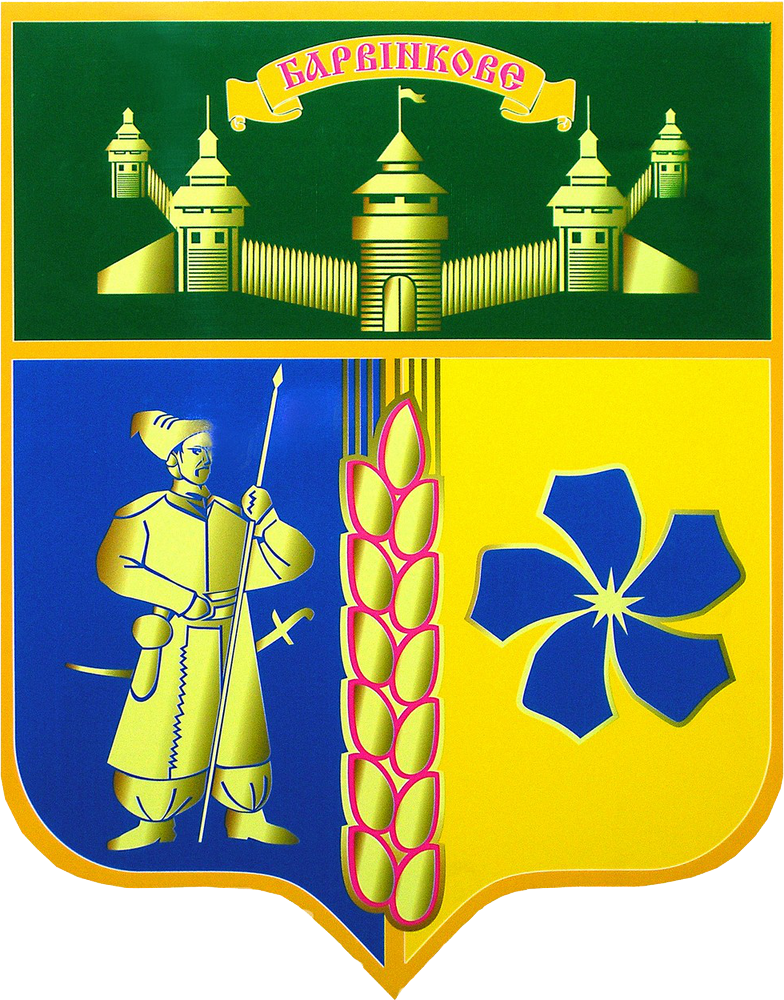
На Чумацькій горі козаки розташували дерев'яну фортецю з якої оглядались всі підходи до міста Барвінкове
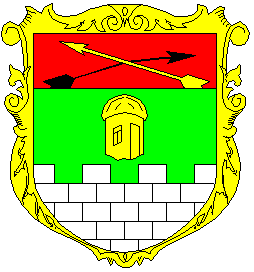
Муровані Курилівці. Залишки замку XVI ст.
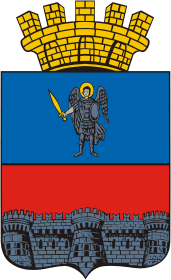
В червоному полі срібна зубчаста стіна з трьома баштамиГерб Звенигородки (1852)
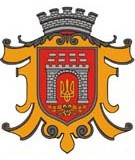
Герб Чернівців
Герб Херсона
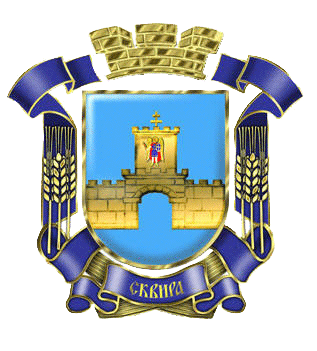
Сквира
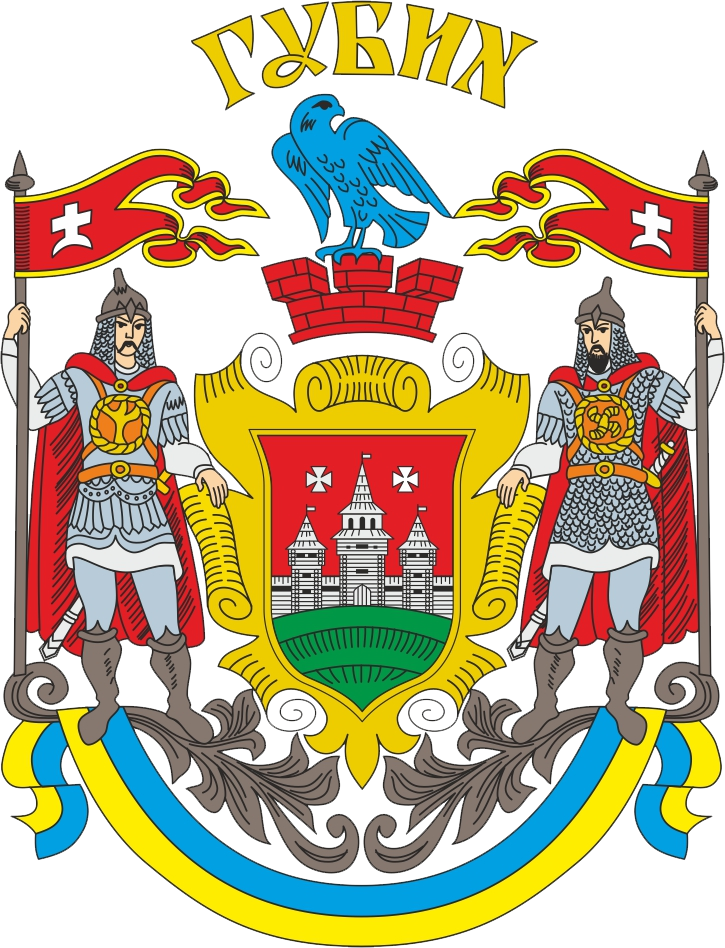
Срібна давньоруська фортеця з трьома баштами. Губинське городище
На срібному полі стилізоване зображення земляного укріплення.Герб Бершаді
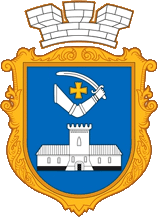
Седнів (Сновськ) відомий з 1068 р. як місто-фортеця
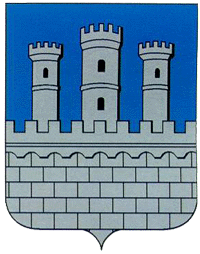
Богородчани
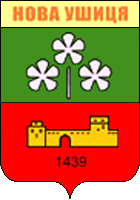
Нова Ушиця
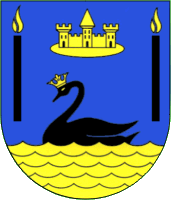
Чорногородка. Наприкінці XVI ст. тут була фортеця - це можна побачити на карті Боплана
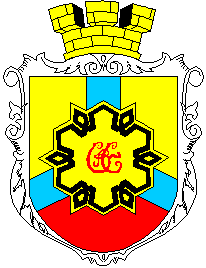
Контури фортеці на гербі Кіровограда

.

## Райони

Герб Бершадського району- найвидатнішими пам'ятками архітектури є сторожова вежа та водяний млин в с. Баланівці
Герб Любомльського району - в гербі взято за основу силует сторожової вежі, яка стояла над Бугом на початку другого тисячоліття
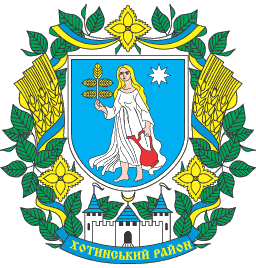
Герб Хотинського району. Фортеця засвідчує зв’язок героїчного минулого з сучасністю
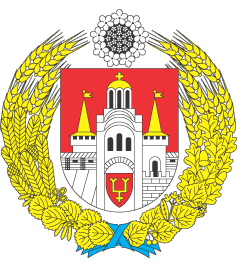
Герб Переяслав-Хмельницького району. У червоному полі срібна фортеця з надбрамною церквою, увінчаною золотим куполом із хрестом, та двома нижчими бічними баштами із гостроверхими золотими дахами, увінчаними флюгерами
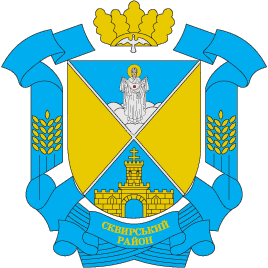
Сквирський район
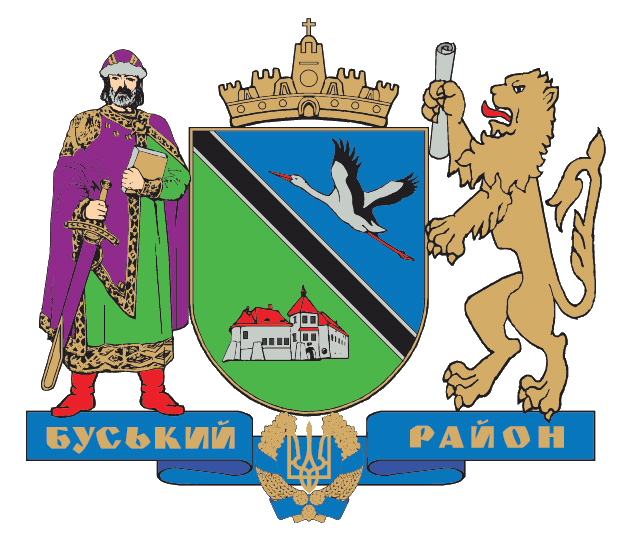
Буський район
Герб Деснянського району Києва. У зеленому полі золоте стилізоване зображення княжого двору

## Області

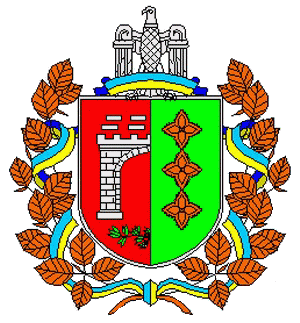
Герб Чернівецької області
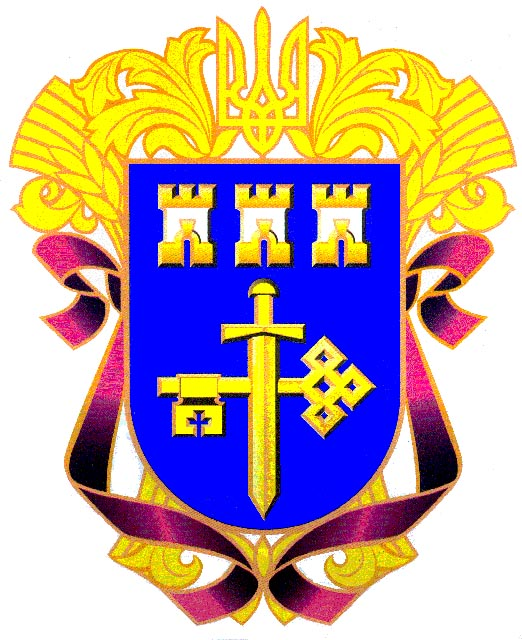
Герб Тернопільської області. За кількістю замків (34) займає 1-ше місце в Україні.

## Література

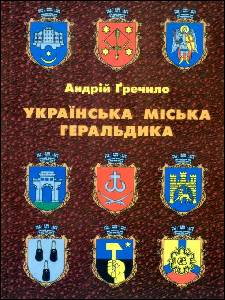
Українська міська геральдика
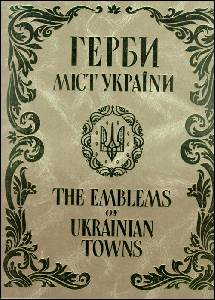
Герби міст України (XIV – І пол. ХХ ст.)
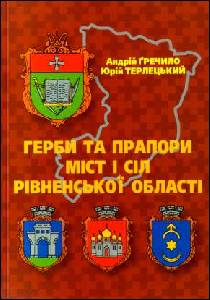
Герби та прапори міст і сіл Рівненської області
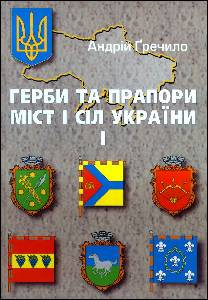
Герби та прапори міст і сіл України (ч. 1)

## Виноски
1. ↑  Про категорії міських гербів. Федунків З. Герби Івано-Франківська (Станиславова) - Івано-Франківськ: Лілея-НВ, 2008, С.12-14
2. ↑  Архівована копія. Архів оригіналу за 3 травня 2010. Процитовано 20 квітня 2010.{{cite web}}:  Обслуговування CS1: Сторінки з текстом «archived copy» як значення параметру title (посилання)
3. ↑  Архівована копія. Архів оригіналу за 2 травня 2016. Процитовано 20 квітня 2010.{{cite web}}:  Обслуговування CS1: Сторінки з текстом «archived copy» як значення параметру title (посилання)
4. ↑  Архівована копія. Архів оригіналу за 11 січня 2020. Процитовано 20 квітня 2010.{{cite web}}:  Обслуговування CS1: Сторінки з текстом «archived copy» як значення параметру title (посилання)
5. ↑  Архівована копія. Архів оригіналу за 12 липня 2012. Процитовано 16 квітня 2010.{{cite web}}:  Обслуговування CS1: Сторінки з текстом «archived copy» як значення параметру title (посилання)
6. ↑  Архівована копія. Архів оригіналу за 13 липня 2012. Процитовано 16 квітня 2010.{{cite web}}:  Обслуговування CS1: Сторінки з текстом «archived copy» як значення параметру title (посилання)
7. ↑  Архівована копія. Архів оригіналу за 9 липня 2012. Процитовано 16 квітня 2010.{{cite web}}:  Обслуговування CS1: Сторінки з текстом «archived copy» як значення параметру title (посилання)
8. ↑  Архівована копія. Архів оригіналу за 9 липня 2012. Процитовано 16 квітня 2010.{{cite web}}:  Обслуговування CS1: Сторінки з текстом «archived copy» як значення параметру title (посилання)
9. ↑  Архівована копія. Архів оригіналу за 8 липня 2012. Процитовано 16 квітня 2010.{{cite web}}:  Обслуговування CS1: Сторінки з текстом «archived copy» як значення параметру title (посилання)
10. ↑  Архівована копія. Архів оригіналу за 9 вересня 2012. Процитовано 20 квітня 2010.{{cite web}}:  Обслуговування CS1: Сторінки з текстом «archived copy» як значення параметру title (посилання)
11. ↑  Архівована копія. Архів оригіналу за 17 липня 2012. Процитовано 16 квітня 2010.{{cite web}}:  Обслуговування CS1: Сторінки з текстом «archived copy» як значення параметру title (посилання)
12. ↑  Архівована копія. Архів оригіналу за 8 липня 2012. Процитовано 16 квітня 2010.{{cite web}}:  Обслуговування CS1: Сторінки з текстом «archived copy» як значення параметру title (посилання)
13. ↑  Архівована копія. Архів оригіналу за 26 липня 2012. Процитовано 16 квітня 2010.{{cite web}}:  Обслуговування CS1: Сторінки з текстом «archived copy» як значення параметру title (посилання)
14. ↑  Архівована копія. Архів оригіналу за 12 липня 2012. Процитовано 20 квітня 2010.{{cite web}}:  Обслуговування CS1: Сторінки з текстом «archived copy» як значення параметру title (посилання)
15. ↑  Архівована копія. Архів оригіналу за 13 червня 2008. Процитовано 20 квітня 2010.{{cite web}}:  Обслуговування CS1: Сторінки з текстом «archived copy» як значення параметру title (посилання)
16. ↑  Архівована копія. Архів оригіналу за 3 серпня 2012. Процитовано 20 квітня 2010.{{cite web}}:  Обслуговування CS1: Сторінки з текстом «archived copy» як значення параметру title (посилання)
17. ↑  Архівована копія. Архів оригіналу за 10 вересня 2012. Процитовано 2 травня 2010.{{cite web}}:  Обслуговування CS1: Сторінки з текстом «archived copy» як значення параметру title (посилання)